# Михайлов, Николай Михайлович (учёный)
Николай Михайлович Михайлов (1904 — не ранее 1984) — советский учёный-теплотехник, специалист в области подготовки топлива к сжиганию, доктор технических наук, профессор, лауреат Сталинской премии.

## Биография
Родился в июле 1904 года.
В 1923 году поступил в Московский механический институт имени М. В. Ломоносова, который окончил без отрыва от производства (1929).
С 1926 и до последних дней работал во Всесоюзном теплотехническом научно-исследовательском институте им. Ф. Э. Дзержинского в должностях от лаборанта сушильной лаборатории до заведующего лабораторией (после выхода на пенсию — профессор-консультант).
Во время войны работал на заводах оборонной промышленности.
В 1939 году защитил кандидатскую, в 1953 — докторскую диссертацию:
- Теория и тепловой расчет барабанных сушилок : диссертация … доктора технических наук : 05.00.00. — [Москва], [1953]. — 365 с. : ил.

В 1956 г. присвоено звание профессора.

## Научные труды
- Котельные и турбинные установки энергетических блоков: Опыт освоения [Текст] / Всесоюзный теплотехнический научно-исследовательский институт им. Ф. Э. Дзержинского; под редакцией В. Е. Дорощука [и др.] ; Михайлов Н. М. [и др.]. — Москва : Энергия, 1971. — 268 с. : ил. ; 27 см. — Список лит.: с. 261—266 (328 назв.). — 1500 экз.
- Вопросы сушки топлива на электростанциях [Текст] / Н. М. Михайлов. — Москва ; Ленинград : Госэнергоиздат, 1957. — 152 с.
- Физические свойства топлива и борьба с затруднениями на топливоподаче электростанций [Текст] / Н. М. Михайлов, А. Т. Шарков. — Москва : Энергия, 1972. — 264 с. : ил. ; 21 см.
- Борьба с затруднениями при поступлении на электростанции влажного или смерзшегося топлива [Текст] / Н. М. Михайлов, лауреат Сталинской премии. — Москва ; Ленинград : Госэнергоиздат, 1951. — 204 с. : ил.; 23 см.

## Награды и звания
Сталинская премия за 1944 год (в составе коллектива) — за разработку и внедрение в промышленность контактного способа сгущения сульфитных щелоков (разработал оригинальный способ использования отходящих газов котлов при производстве крепителей литейной земли).
Награждён орденами Трудового Красного Знамени, Красной Звезды, медалями, болгарским орденом Георгия Димитрова (за разработку способа сжигания в электростанциях низкокачественных лигнитов).